# Monster Hunter Frontier
Monster Hunter Frontier è un gioco multi-giocatore online per Microsoft Windows e il primo spin-off della serie ad apparire su questa piattaforma e si distingue dagli altri capitoli della serie per essere pensato unicamente come gioco online. Il gioco è stato inoltre commercializzato per la console Xbox 360 in Giappone in data 24 giugno 2010, vendendo 93 000 copie durante la prima settimana. La Capcom mantiene aggiornato il gioco pubblicando periodicamente delle espansioni dello stesso con nuove caratteristiche.

## Sviluppo
Capcom ha annunciato nel febbraio 2010 che il gioco sarebbe stato pubblicato per Xbox 360, cosa che è avvenuta il 24 giugno 2010. Attualmente non ci sono piani per un'eventuale pubblicazione nei paesi occidentali.
Capcom ha annunciato che i requisiti di sistema delle specifiche del computer saranno suddivisi in tre possibilità. La prima è conosciuta come "Heavy Mode" che risulta avere la miglior grafica, miglior audio, ecc., la seconda è "Medium" con una buona configurazione, e infine la "Low" che è impostata sui settaggi minimi.
Capcom ha implementato l'uso del nProtect GameGuard per prevenire l'uso di trucchi per affrontare il gioco.
Il 30 luglio 2013 viene annunciato Monster Hunter Frontier G per PlayStation 3 e Wii U, una versione del gioco espansa.
Il 18 dicembre 2019, Capcom ha annunciato la chiusura dei server e la conseguente disattivazione del gioco. A detta della casa produttrice, ciò è stato fatto poiché non si ritenevano "capaci di continuare a fornire un'esperienza di gioco soddisfacente" a causa dell'imminente uscita di Monster Hunter World: Iceborne.

## Novità
Monster Hunter Frontier introduce varie novità rispetto ai precedenti capitoli.
- Nuove caratteristiche della Gilda.
- Hunter Rank incrementato fino al livello 999.
- Il gioco ha una propria community dedicata.
- Regolari espansioni e patch, comprendenti nuove armature, armi e oggetti.
- Mostri sempre aggiornati.
- Nuove città grandi abbastanza per contenere alti numeri di giocatori contemporaneamente.
- I giocatori possono personalizzare la propria casa con ornamenti e oggetti (questo aspetto verrà ripreso nel videogioco Monster Hunter Tri).
- Nuove possibilità di miglioramento delle armi.
- Nuovi mostri esclusivi e migliorie ai mostri apparsi in giochi precedenti.

## Mostri
In Monster Hunter Frontier sono stati introdotti numerosi mostri inediti, i cui nomi non sono mai stati tradotti (siccome il gioco non è mai uscito dal Giappone ed è stato semplicemente tradotto in Inglese). Di seguito, la lista completa, con i nomi originali e la loro diretta traduzione (non ufficiale):

### Mostri piccoli introdotti
- Burukku: erbivori simili a yak che abitano l'Altopiano. Sono noti per caricare i cacciatori, come i Bullfango, e hanno una relazione di non-ostilità con il Gurenzeburu, che li protegge in cambio della possibilità di potersene nutrire nel caso il cibo scarseggi.
- Egyurasu: Wyvern Volanti che ricordano i Remobra e che abitano la Fortezza tra le Nuvole. Soffiano fiammate e seguono gli ordini del Guanzorumu. Sono in grado di sollevare i cacciatori e di scaraventarli giù dalla fortezza, il che risulta in un fallimento istantaneo.
- Erupe: erbivori dal pelo bianco simili ad arieti che ricordano i Kelbi. Abitano l'Altopiano e non sono ostili nei confronti dei cacciatori; al contrario, spesso imitano i gesti da loro effettuati.
- Kusubami: Carapaceon simili a scorpioni che abitano il Lago Bianco. Possono attaccare i cacciatori con il veleno e sono la fonte di cibo principale del Gasurabazura.
- Pokara: Leviathan simili a trichechi che abitano il Mar Polare. Seguono gli ordini del Pokaradon e si dividono in due tipi: i giovani maschi (detti Poka) non sono ostili nei confronti dei cacciatori e spesso si divertono a giocare con loro; le femmine, al contrario, sono iper-protettive e attaccheranno i cacciatori a vista.
- Uruki: Lynian simili a piccoli folletti che vivono nel Campo Fiorito. Sono disposti ad aiutare i cacciatori, soprattutto contro il Forokururu, che si ciba dei fiori nei quali vivono.

### Mostri grandi introdotti
- Abiorugu: Wyvern Brutale verdastro simile al Glavenus. Può soffiare dalla bocca delle fiamme che riducono la difesa dei cacciatori e attacca anche utilizzando la sua possente coda.
- Akura Vashimu: Carapaceon simile a uno scorpione che abita il Deserto. Sulla sua coda è presente un geoide che spruzza un liquido in grado di intrappolare i cacciatori ricoprendoli di cristalli. Si nutre di Genprey e passa la maggior parte del tempo sottoterra.
- Anorupatisu: Wyvern Volante blu con un muso simile a quello dei narvali. È il predatore dominante del Mar Polare e attacca soffiando dalla bocca folate di ghiaccio e scavando sottoterra. Quando messo alle strette, utilizza degli organi specializzati che gli permettono di sfruttare anche l'elemento Drago.
- Aruganosu: Wyvern Acquatico simile al Lavasioth e ricoperto da scaglie argentate. Abita l'Arena Deserta ed è noto per le dispute territoriali con il Goruganosu, pur alleandosi con lui quando la situazione lo richiede. Lancia contro i cacciatori dei blocchi di ghiaccio in grado di paralizzarli.
- Baruragaru: Leviathan dalla colorazione grigiastra che abita la Palude. Utilizza la propria lingua come una frusta per colpire i nemici e succhiare loro il sangue. È noto per succhiare i fluidi corporei degli altri mostri grandi per assimilarne le capacità.
- Berukyurosu: Wyvern Volante che controlla l'elettricità. Conosciuto soprattutto per la sua astuzia, la quale gli permette di imparare i movimenti dei cacciatori e di contrattaccarli. Tende ad autodistruggersi quando vicino alla morte.
- Dyuragaua: Pseudo Wyvern Volante simile al Tigrex e dalla colorazione verdognola. Combatte prevalentemente con attacchi fisici, ma se messo alle strette può ricorrere anche a ventate di aria fredda che congelano i cacciatori. La sua coda può emettere del gas soporifero. Ha una nota rivalità con il Berukyurosu.
- Espinas: Wyvern Volante verde simile alla Rathian, nonché uno dei mostri più conosciuti di Monster Hunter Frontier. Può sparare delle palle di fuoco tossiche che avvelenano e paralizzano i cacciatori. È uno dei pochissimi mostri non-Draghi Anziani ad avere sconfitto un Drago Anziano, in quanto ha ucciso il Drago Anziano che sorvegliava la Grande Foresta, diventandone anche il predatore dominante.
- Farunokku: Wyvern Rapace che ricorda un pollo dalle piume blu e gialle. Abita principalmente la Grande Foresta ed è capace di manipolare l'elettricità, sfruttandola per scatenare potenti attacchi. Sferra attacchi in salto simili a quelli dell'Hypnocatrice.
- Forokururu: splendido Wyvern Rapace dal piumaggio variopinto che ricorda una fenice. Abita solo il Campo Fiorito e, succhiando il nettare dei fiori che abbondano nell'area, può cambiare il proprio aspetto fisico e gli attributi dei suoi attacchi.
- Gasurabazura: Wyvern Brutale simile a un grosso dinosauro. Abita il Lago Bianco e si nutre di Kusubami, grazie ai quali è divenuto capace di utilizzare il veleno in molti dei suoi attacchi.
- Gogomoa: Belva Zannuta che abita l'Isola delle Onde e ricorda una scimmia dal pelo bianco e marrone. Viaggia sempre insieme al suo piccolo, il Kokomoa, aggrappato alla sua schiena. Produce sui suoi avambracci una sostanza simile a seta che utilizza per spostarsi e per lanciare contro i cacciatori delle noci di cocco velenose o soporifere. Se il Kokomoa viene eliminato dai cacciatori, il Gogomoa si infurierà e rimarrà in questo stato per tutta la durata dello scontro.
- Goruganosu: Wyvern Acquatico simile al Lavasioth e ricoperto di scaglie dorate. Abita l'Arena Deserta ed è noto per le sue dispute territoriali con l'Aruganosu, pur alleandosi con lui quando la situazione lo richiede. Spara delle sfere elettriche dalla bocca che addormentano i cacciatori e può persino generare dei piccoli tornado elettrificati.
- Lolo Gougarf: Belva Zannuta che abita la Gola e gene recessivo del Ray Gougarf. Il suo aspetto fisico ricorda quello di un gorilla e attacca prevalentemente in coppia con la sua controparte, lanciando contro i nemici dei macigni. È in grado di manipolare il magnetismo, che utilizza per respingere i cacciatori.
- Ray Gougarf: Belva Zannuta che abita la Gola e gene dominante del Lolo Gougarf. Il suo aspetto fisico ricorda quello di un gorilla con la testa di lupo dal pelo blu. Attacca prevalentemente in coppia con la sua controparte, lanciando contro i nemici dei macigni. Come il Lolo Gougarf, può manipolare il magnetismo.
- Gurenzeburu: Wyvern Volante simile a uno squalo che abita l'Altopiano. Possiede un grande corno metallico che utilizza per caricare i nemici, può espellere del gas in maniera simile al Gravios e spesso lancia a terra i suoi aculei caudali, usandoli come parafulmini per colpire i cacciatori. Curiosamente, il suo corno, essendo composta da metallo, attira i fulmini; quando piove, infatti, il mostro si agita e tenta di rintanarsi in delle grotte per evitare la pioggia. Protegge i branchi di Burukku dagli altri predatori, in cambio della possibilità di potersene nutrire nel caso il suo cibo naturale (bacche e funghi) scarseggi. È il predatore dominante dell'Altopiano.
- Hyujikiki: pseudo Wyvern Volante simile a un giaguaro e con la schiena coperta di aghi. Abita l'Altopiano e combatte in modo molto simile al Barioth. Quando messo in difficoltà, utilizza un particolare organo per attribuire ai suoi aghi delle proprietà velenifere, paralizzanti o soporifere. Ha sviluppato i suoi aghi per difendersi dagli attacchi del Poborubarumu.
- Kamu Orugaron: Belva Zannuta simile a un lupo dal pelo nero. Controparte maschile del Nono Orugaron, combatte in coppia con essa ed è capace di ricoprire le proprie zampe di ghiaccio. Può anche lanciare aculei dalla propria schiena, soffiare vortici di vento dalla bocca e sferrare potenti attacchi fisici. Non si separa mai dalla sua compagna e, se essa viene uccisa, si infuria e rimane in questo stato per il resto della missione.
- Nono Orugaron: Belva Zannuta simile a un lupo dal pelo bianco. Controparte femminile del Kamu Orugaron, combatte in coppia che non esso ed è capace di ricoprire le proprie zampe di ghiaccio. Può anche lanciare aculei dalla propria schiena, soffiare vortici di vento e sferrare rapidi attacchi fisici. Non si separa mai dal suo compagno e, se esso viene ucciso, si infuria e rimane in questo stato per il resto della missione.
- Kuarusepusu: Leviathan simile a un coccodrillo con dei cristalli sulla schiena. Grazie a questi ultimi, può incanalare l'energia dei raggi solari per poi spararla contro i cacciatori sotto forma di fasci di luce.
- Mi Ru: Pseudo Wyvern Volante nero molto simile al Dyuragaua che abita il Nido. Soprannominato il Wyvern Volpe Nera, ha la capacità di modificare il proprio aspetto fisico e le proprietà elementali dei suoi attacchi contraendo i muscoli in base alle necessità.
- Odibatorasu: Gigantesco Pseudo Wyvern Volante che abita il Deserto. La sua struttura corporea ricorda quello di Akantor e Ukanlos ed è simile ad una tartaruga. Può assorbire grandi quantità di sabbia dal suo guscio o dalla bocca e poi spararle fuori come proiettili.
- Pariapuria: Pseudo Wyvern Volante anfibio della Gola. Il suo aspetto fisico ricorda quello dei tritoni e combatte in modo simile al Tigrex. Si nutre di ogni cosa che riesce a trovare e vomita addosso ai cacciatori. Questi ultimi possono usufruire di questa caratteristica per fargli mangiare determinati tipi di carne ed ottenere così materiale specifici, rari nella maggior parte dei casi.
- Poborubarumu: Massiccio Pseudo Wyvern Volante che ricorda una balena nativo dell'Altopiano. È il più potente mostro della zona, pur facendosi vedere di rado. È incredibilmente vorace e può produrre da alcune parti del suo corpo dei suoni che utilizza per potenziarsi. I cacciatori possono sfruttare ciò a loro vantaggio restando vicini al mostro quando "canta", subendo quindi una leggera porzione del potenziamento.
- Pokaradon: Leviathan del Mar Polare e leader dei Pokara. Estremamente territoriale, combatte utilizzando versioni migliorate di attacchi del Ludroth Reale. Può stordire i cacciatori colpendoli con le sue zampe anteriori.
- Taikun Zamuza: Carapaceon che abita l'Isola delle Onde. È ricoperto da molteplici strati di roccia, nascondendo così il suo vero corpo. In questo stato, combatte prevalentemente utilizzando le sue chele per causare piccoli terremoti. Una volta che le sue corazza sono state distrutte, rivelerà il suo vero aspetto (molto simile a quello dei limulidi. In questo stato, caricherà gli organi elettrici presenti sulla sua schiena ed inizierà a sputare veleno.
- Toridcless: Wyvern Rapace ad un rapace dal piumaggio variopinto. Abita principalmente la Gola e combatte sferrando potenti attacchi elettrici, grazie alla sua abilità di convertire l'energia solare in fulmini.
- Sconosciuto: Terribile Wyvern Volante nero che ricorda la Rathian. Avvistato in una vasta gamma di ambienti, questo mostro rimane un mistero. Può soffiare potenti fiammate, i suoi artigli sono velenosi ed è capace di lanciare contro i propri avversari i suoi artigli alari. È noto per la sua capacità di infuriarsi più volte, aumentando ogni volta il proprio potere.
- Zenaserisu: Curioso Wyvern Volante che abita le Cascate Colorate. Ricorda vagamente un pipistrello ed attacca prevalentemente utilizzando i suoi artigli alari come delle fruste, grazie alle quali può staccare pezzi dello scenario e scagliarli contro i cacciatori. Può anche sparare raggi di acqua dalla bocca.
- Disufiroa: Drago Anziano dalla struttura corporea simile a quella dell'Alatreon, il Disufiroa ha un potere che rivaleggia quello del Fatalis. È capace di controllare un elemento noto come Frozen Seraphim (letteralmente Ghiaccio Celeste) che combina gli elementi Fuoco, Ghiaccio e Drago. Viene spesso utilizzato come esempio di equilibrio, in quanto il potere da lui posseduto è tale che, se dovesse perderne il controllo, ne verrebbe consumato.
- Duremudira: Misterioso Drago Anziano dalla colorazione bluastra e con una struttura corporea che ricorda quella del Kushala Daora. Soprannominato Il Guardiano del Corridoio Celeste, attacca i cacciatori soffiando ghiaccio dalla bocca. Quando infuriato, inizia ad utilizzare una nuova alterazione di stato nota come Veleno Corrosivo, che consuma le armature dei cacciatori fino ad ucciderli.
- Eruzerion: Drago Anziano simile allo Zinogre e dotato di due enormi corna. La caratteristica principale dell'Eruzerion è il fatto che il suo corpo sia letteralmente coperto di fiamme da un lato e di ghiaccio dall'altro. Di conseguenza, controlla entrambi questi elementi grazie ai propri palchi e può causare piccoli terremoti sbattendo gli artigli anteriori a terra.
- Guanzorumu: Drago Anziano che abita la Fortezza tra le Nuvole. Può soffiare fuoco dalle fauci ed è in grado di comandare gli Egyurasu, ordinando loro di attaccare i cacciatori. Quando spinto al limite, uccide un Egyurasu e se ne ciba, divenendo così in grado di utilizzare il temuto elemento Drago.
- Harudomerugu: Drago Anziano delle Montagne Nevose. Può controllare una sostanza liquida simile a mercurio che utilizza per creare pozze che trafiggono i cacciatori. Può anche ricoprirsi della suddetta sostanza, divenendo in grado di volare e formando intorno a sé una barriera che danneggia tutti coloro che provano ad avvicinarsi, similmente a quella del Teostra.
- Inagami: Drago Anziano che ricorda una Belva Zannuta e che abita la Foresta di Bambù. Soprannominato Il Drago di Giada, ha la capacità di far crescere rapidamente del bambù che utilizza come arma. Può soffiare una sostanza soporifera dalla bocca, con la quale ricopre anche le parti del corpo che vengono ferite.
- Keoaruboru: Mostruoso Drago Anziano di dimensioni mastodontiche con una struttura corporea simile a quella degli Pseudo Wyvern Volanti. La sua forza bruta gli permette di fare a pezzi ogni tipo di avversario ma, come se non bastasse, la sua pelle è in grado di assorbire ogni tipo di calore, il che gli permette di sferrare potenti attacchi incendiari e persino di raggiungere uno "Stato Surriscaldato". È l'unico Drago Anziano noto ad essere considerato di "Classe Ultra", in quanto la sua potenza e la sua aggressività lo paragonano ad un vulcano attivo.
- Laviente: Mostro Non Classificato che ricorda un enorme serpente. Vive su un'isola nota come Isola della Solitudine e, pur non essendo un Drago Anziano, il suo sconfinato potere è addirittura superiore a quello delle suddette creature. Estremamente vorace ed aggressivo, tende a divorare tutto ciò che trova ed attacca i cacciatori prevalentemente lanciando contro di loro delle rocce. Quando non in attività, passa il tempo ibernato sottoterra.
- Violent Laviente (letteralmente Laviente Violento): Nonostante il suffisso "Violento", non è né una sottospecie né una variante, ma semplicemente un esemplare di Laviente che sta letteralmente morendo di fame, il che spiega il perché della sua colorazione pallida. Più aggressivo del normale Laviente.
- Berserk Laviente (letteralmente Laviente Furioso): Nonostante il suffisso "Furioso", non è né una sottospecie né una variante, ma semplicemente un anziano esemplare di Laviente rimasto in ibernazione per un periodo di tempo superiore al normale. Più brutale ed aggressivo del normale Laviente, dispone di nuovi attacchi, tra i quali la possibilità di far cadere rocce dal soffitto avvolgendosi intorno all'area oppure lanciare i cacciatori in aria e divorarli, il che risulta in un fallimento istantaneo.
- Rukodiora: Drago Anziano dalla colorazione bluastra molto simile al Kushala Daora. Il Rukodiora è capace di manipolare il magnetismo, utilizzandolo per scaraventare i cacciatori in giro per l'area. Può anche lanciare contro di loro degli oggetti grazie a quest'abilità unica.
- Shantien: Drago Anziano leggendario simile ad un serpente marino ma che fluttua in aria grazie ad una speciale polvere che esso stesso produce. La sua struttura corporea ricorda quella dei Leviathan. Pur apparendo inizialmente fragile e lento, con il trascorrere della battaglia, diventa sempre più rapido e potente, arrivando infine a distruggere l'Aeronave da Esplorazione (il luogo dove si svolge la battaglia) e farla schiantare in una zona vulcanica, dove ha luogo la parte finale dello scontro. Controlla uno speciale elemento noto come Tenshou (letteralmente Reincarnazione) composto da Fuoco, Acqua e Tuono. Buona parte della campagna di Monster Hunter Frontier è incentrata su di lui.

### Sottospecie introdotte
- Lavasioth Subspecies (letteralmente Sottospecie di Lavasioth): Sottospecie di Lavasioth dalla colorazione rossastra invece che grigia. Più forte, veloce e resistente della sua controparte, è anche in grado di sparare più sfere di magma a ripetizione.
- Espinas Subspecies (letteralmente Sottospecie di Espinas): Sottospecie di Espinas dalla colorazione bruna invece che verde. Più resistente della sua controparte, è anche in grado di sparare soffi infuocati più grandi di quelli del normale Espinas.
- Akura Jebia: Sottospecie di Akura Vashimu ricoperta da cristalli bianchi invece che viola. Oltre ad essere più veloce della sua controparte, i cristalli lanciati da questa sottospecie sono più affilati.
- Giaorugu: Sottospecie di Abiorugu dalla colorazione azzurra invece che bianca. Abita il Mar Polare ed oltre ad utilizzare l'elemento Ghiaccio, può rotolare in modo simile all'Uragaan.
- Doragyurosu: Sottospecie del Berukyurosu dal pelo bianco anziché giallo. Controlla l'elemento Drago invece che l'elettricità ed è capace di effettuare manovre in volo ancora più avanzate.
- Rebidiora: Sottospecie del Rukodiora dalla colorazione viola anziché azzurra. Controlla un elemento unico chiamato Polo Magnetico, che combina Tuono e Drago.

### Specie Rare introdotte
- Silver Hypnocatrice (letteralmente Hypnocatrice Argentata): Specie Rara di Hypnocatrice dalla colorazione argentata invece che marrone. Sferra calci ancora più potenti ed utilizza la sua sacca sonno con maggiore maestria. Causa piccoli terremoti quando balza.
- Espinas Rare Species (letteralmente Specie Rara di Espinas): Specie Rara di Espinas dalla colorazione bianca invece che verde. Utilizza attacchi velenosi ancora più potenti.

### Varianti introdotte
- Breeding Season Hypnocatrice (letteralmente Hypnocatrice in Calore): Variante di Hypnocatrice dal piumaggio vivido e rosato invece che marrone. Non è altro che un maschio di Hypnocatrice durante la stagione degli accoppiamenti. Si comporta in modo identico alla sua controparte, ma può lanciare dei proiettili soporiferi che ricadono sui cacciatori vicini.
- Four Heavenly King Deviljho (letteralmente Deviljho Divino): Variante di Deviljho con la mandibola più corta e perennemente circondato da un'aura infuocata. È un Deviljho adattatosi perfettamente alla vita nel Campo Battaglia, il quale ha fortemente modificato la sua fisiologia e le sue abilità, rendendolo in grado di soffiare Fuoco invece che Drago e di generare delle esplosioni ogni qualvolta colpisce il terreno.

### Burst Species introdotte
Le Burst Species (letteralmente Specie Dirompenti) sono delle versioni alternative di mostri già esistenti che controllano però un elemento differente.
- Zerureusu: Specie Dirompente di Rathalos dalla colorazione bianca e azzurra. Può utilizzare un elemento esclusivo chiamato Luce, che combina Fuoco e Tuono. Può ricoprire la propria testa, le ali e le zampe posteriori di aculei per incrementarne il danno.
- Meraginasu: Specie Dirompente di Espinas dalla colorazione blu e gialla. Utilizza un elemento esclusivo chiamato Oscurità, che combina Ghiaccio e Drago. È cieco e localizza i bersagli attraverso l'udito, caricandoli usando il proprio corno come una trivella.
- Diorekkusu: Specie Dirompente di Tigrex dalla colorazione azzurra. Utilizza l'elemento Tuono ed è capace di ricoprire le sue parti del corpo più vulnerabili con dei minerali, rendendole più resistenti.
- Garuba Daora: Specie Dirompente di Kushala Daora dalla colorazione gialla. La sua manipolazione del vento è inferiore a quella della sua controparte, ma può controllare una polvere dorata che cristallizza i bersagli.
- Varusaburosu: Specie Dirompente di Diablos dalla colorazione rossa. Utilizza l'elemento Fuoco e, con alcuni attacchi, può causare delle piccole eruzioni vulcaniche. Si nutre di un determinato tipo di cactus che incrementa il suo controllo sul fuoco e gli permette di incendiare le proprie corna e la propria coda, aumentando il loro potere esplosivo.

### Origin Species introdotte
Le Origin Species (letteralmente Specie Primitive) sono gli antenati di mostri già esistenti e mantengono la maggior parte delle loro caratteristiche primitive, spesso combattendo in modo diverso o utilizzando un elemento differente.
- Gureadomosu: Specie Primitiva di Gravios dalla colorazione marrone e verde invece che grigia. Abita il Deserto, utilizza l'Acqua invece del Fuoco e predilige gli attacchi fisici.
- Voljang: Specie Primitiva di Rajang dalla colorazione grigiastra invece che nera e dotata di corna più grandi. Abita il Campo Battaglia, utilizza il Fuoco invece che il Tuono ed il suo corpo ha una consistenza simile a quella della pietra focaia, il che gli permette di ricoprirsi di fiamme.
- Yama Kurai: Specie Primitiva di Yama Tsukami più grande e "cespugliosa" della sua controparte. Abita l'Altopiano e può rilasciare dal proprio corpo dei semi esplosivi, oltre che a produrre un potente veleno.
- Toa Tesukatora: Specie Primitiva di Teostra ricoperta di ghiaccio e dalla colorazione grigio e bianca invece che rossa. Abita il Mar Polare, utilizza il Ghiaccio invece del Fuoco e può produrre una polvere ghiacciata che congela i cacciatori.

### Zenith Species introdotte
Le Zenith Species (letteralmente Specie Zenith) sono dei potenti mostri che nel corso degli anni hanno subito dei cambiamenti, sviluppando una parte del corpo incredibilmente evoluta che utilizzano durante il combattimento.
- Akura Vashimu Zenith: Specie Zenith di Akura Vashimu più grande della sua controparte e dalla coda azzurra. La sua parte del corpo sviluppata è la coda, che utilizza con maggiore maestria e grazie alla quale può lanciare dei cristalli capaci di stordire i cacciatori.
- Anorupatisu Zenith: Specie Zenith di Anorupatisu. La sua parte del corpo sviluppata è il corno, divenuto ancora più grande e dalla forma a siluro. Può scavare nel ghiaccio più rapidamente ed è dotato di nuovi temibili attacchi, uno dei quali può eliminare i cacciatori in un sol colpo.
- Blangonga Zenith: Specie Zenith di Blangonga. Le sue parti del corpo sviluppate sono le zampe anteriori ed è dotato di una pelliccia più spessa. Può generare delle potenti onde d'urto e può lanciare contro i cacciatori delle palle di neve che li intrappolano.
- Daimyo Hermitaur Zenith: Specie Zenith di Daimyo Hermitaur dal colore rosso-grigiastro. Le sue parti del corpo sviluppate sono le chele, divenute enormi. È capace di creare enormi palle d'acqua quando atterra dopo aver saltato e a volte, quando fuoriesce dal terreno, si ricopre di una sostanza verdognola che rende esplosivi alcuni dei suoi attacchi.
- Doragyurosu Zenith: Specie Zenith di Doragyurosu più grande della sua controparte. Utilizza l'elemento Drago con molta più maestria rispetto alla sua controparte e la sua parte del corpo sviluppata è la testa.
- Espinas Zenith: Specie Zenith di Espinas più grande e pericoloso della sua controparte, nonché dotato di un enorme corno viola. Proprio tale corno è la sua parte del corpo sviluppata e gli permette di utilizzare il veleno in maniera a dir poco mostruosa.
- Gasurabazura Zenith: Specie Zenith di Gasurabazura dalla colorazione rosata. Utilizza il veleno con maggiore maestria rispetto alla sua controparte e le sue parti del corpo sviluppate sono le zampe anteriori.
- Giaorugu Zenith: Specie Zenith di Giaorugu più grande della sua controparte e dalla coda a forma di ancora. Quest'ultima è la sua parte del corpo sviluppata e gli permette di generare terremoti che fanno perdere l'equilibrio ai cacciatori.
- Hypnocatrice Zenith: Specie Zenith di Hypnocatrice più grande della sua controparte. Ha un becco anormalmente grande che è anche la sua parte del corpo sviluppata e gli permette di utilizzare il Sonno con più maestria, producendo enormi bolle che addormentano i cacciatori.
- Hyujikiki Zenith: Specie Zenith di Hyujikiki dalla colorazione giallastra e con degli aculei più grandi rispetto a quelli della sua controparte. La sua parte del corpo sviluppata è la schiena, dalla quale lancia affilatissimi frammenti che fanno sanguinare i cacciatori. Avendo perso la capacità di avvelenare, può lanciare aculei che attirano a sé i fulmini.
- Khezu Zenith: Specie Zenith di Khezu la cui parte del corpo sviluppata è il collo. Utilizza l'elettricità con maggiore maestria e può rincorrere i cacciatori anche quando coperto di corrente elettrica. Ha un temibile attacco incapacitante che inghiottisce i cacciatori, mettendoli istantaneamente KO.
- Midogaron Zenith: Specie Zenith di Midogaron più grande della sua controparte e ricoperti di ciuffi di pelo rosati simili a fiamme. Le sue parti del corpo sviluppate sono gli arti, grazie ai quali può correre a velocità straordinarie, rendendosi invisibile all'occhio umano e generando vortici infuocati.
- Plesioth Zenith: Specie Zenith di  Plesioth più grande della sua controparte. Il suo muso, parte del corpo sviluppata, è dotato di tre enormi zanne che fuoriescono dalla mandibola. Può utilizzare una sostanza verde che intrappola i cacciatori, lasciandoli esposti ai suoi attacchi.
- Rathalos Zenith: Specie Zenith di Rathalos perennemente ricoperta di fuoco. Le sue parti del corpo sviluppate sono le ali, che utilizza frequentemente per sferrare potenti attacchi che concatena fra loro, sparando anche palle di fuoco che generano vortici.
- Tigrex Zenith: Specie Zenith di Tigrex dotata di artigli più appuntiti. Le sue parti del corpo sviluppate sono gli arti anteriori, grazie ai quali può infliggere il Sanguinamento. Grazie ai suoi potenti polmoni, inoltre, è capace di emettere un devastante ruggito a 360° (che poi è stato riutilizzato per il Tigrex Brutale di Monster Hunter World: Iceborne).
- Toridcless Zenith: Specie Zenith di Toridcless più grande ed elegante della sua controparte. Le sue parti del corpo sviluppate sono le ali, grazie alle quali può emettere dei potenti raggi solari che accecano i cacciatori. Può anche sbatterle sul terreno per generare scoppi elettrici.
- Baruragaru Zenith: Specie Zenith di Baruragaru più grande della sua controparte. La sua parte del corpo sviluppata è la testa (in particolare la lingua). Può far sanguinare i cacciatori ed utilizza l'elemento Acqua.
- Gravios Zenith: Specie Zenith di Gravios più grande ed imponente della sua controparte. È dotato di un'enorme apertura sulla schiena, la sua parte del corpo sviluppata, dalla quale può sparare palle di fuoco.
- Taikun Zamuza Zenith: Specie Zenith di Taikun Zamuza. Non ricoperto da più strati di corazza, è capace di scatenare attacchi elettrici ancora più potenti. Le sue parti del corpo sviluppate sono le chele, che utilizza per sferrare violenti colpi.
- Inagami Zenith: Specie Zenith di Inagami dalla colorazione più scura e dalla coda a forma di fiore di loto. Padroneggia i suoi attacchi soporiferi con maggiore maestria e le sue parti del corpo sviluppate sono gli arti.
- Rukodiora Zenith: Specie Zenith di Rukodiora dalla colorazione grigiastra invece che azzurra. Le sue corna sono cresciute e divenute rosse, mentre il suo campo magnetico è divenuto ancora più potente grazie alle sue ali, parti del corpo sviluppate.
- Harudomerugu Zenith: Specie Zenith di Harudomerugu capace di controllare il suo metallo liquido con maggiore maestria, anche intrappolando i cacciatori in dei globi che poi scaraventa verso il suolo oppure utilizzandolo per ricoprire le proprie zampe anteriori. La sua parte del corpo sviluppata è la testa, dalla forma più deformata.
- Bogabadorumu: Il primo mostro Zenith della serie, nonché l'unico a non possedere il suffisso "Zenith" nel nome. È un enorme Pseudo Wyvern Volante che ricorda una tartaruga dalla colorazione grigiastra. Il suo corpo è ricoperto da numerose appendici simili a tubi, le quali gli permettono di soffiare gas esplosivo contro i cacciatori.

### Extreme Individuals introdotti
Gli Extreme Individuals (letteralmente Individui Estremi) sono esemplari rari ed estremamente potenti appartenenti a specie conosciute ai quali la Gilda assegna delle missioni uniche note come Peerless (letteralmente Impareggiabili) con limiti di tempo ridotti ma ricompense incrementate.
- Starving Deviljho (letteralmente Deviljho Affamato): Individuo Estremo di Deviljho dalla colorazione dorata invece che verde e dagli aculei e zanne rossi. All'interno del proprio corpo possiede una quantità anormale di elemento Drago, il che ha influito sulle sue abilità, rendendole ancora più devastanti.
- Howling Zinogre (letteralmente Zinogre Ululante): Individuo Estremo di Zinogre dalla colorazione grigiastra invece che azzurra. Ricorda uno Zinogre perennemente caricato e, pur non possedendo numerosi attacchi fisici tipici della specie, ne guadagna degli altri che concatena con letali colpi elettrici e paralizzanti. Termina quasi ogni attacco con un ululato, da cui il nome.
- Thirsty Pariapuria (letteralmente Pariapuria Assetato): Individuo Estremo di Pariapuria dalla colorazione nera invece che marrone. È estremamente più astuto ed aggressivo della sua controparte. Inoltre, è anche molto più rapido e tende ad evitare le esche di carne piazzate dai cacciatori. Considerato uno dei mostri più pericolosi del gioco.
- Blinking Nargacuga (letteralmente Nargacuga Lampeggiante): Individuo Estremo di Nargacuga dalla colorazione bianca invece che bluastra. Oltre ad essere estremamente più veloce della sua controparte, è noto per un particolare attacco dove attira a sé i cacciatori per poi colpirli con la coda e che necessita di essere evitato sfruttando la finestra di invincibilità data dalla capriola, altrimenti il mostro contrattaccherà con una variante impossibile da evitare.
- Mysterious Mi Ru (letteralmente Mi Ru Misterioso): Individuo Estremo di Mi Ru dalla colorazione argentata invece che nera. Più aggressivo della sua controparte.
- Bombardier Bogabadorumu (letteralmente Bogabadorumu Bombardiere): Individuo Estremo di Bogabadorumu dalla colorazione violacea invece che grigiastra. Produce delle nubi di gas più potenti e dotate di un effetto a scoppio ritardato.
- Sparkling Zerureusu (letteralmente Zerureusu Scintillante): Individuo Estremo di Zerureusu dalla colorazione grigia e viola invece che bianca e azzurra. Può far fuoriuscire dal terreno degli aculei e sparare raggi di energia dalle ali.
- Ruler Guanzorumu (letteralmente Guanzorumu Sovrano): Individuo Estremo di Guanzorumu dalla colorazione grigia invece che verde. Utilizza l'elemento Drago con più maestria ed esercita maggiore controllo sugli Egyurasu.
- Burning Zero Eruzerion (letteralmente Eruzerion Esplosivo): Individuo Estremo di Eruzerion dagli aculei dorati e dalle corna deformi. Quasi tutti i suoi attacchi coprono delle aree più ampie ed è dotato di nuove e devastanti mosse.
- Arrogant Duremudira (letteralmente Duremudira Arrogante): Individuo Estremo di Duremudira dalla colorazione grigia invece che blu. Utilizza l'elettricità invece del ghiaccio ed è più rapido.

Inoltre, sono anche presenti vari mostri che posseggono delle versioni Hard Core, ovvero più forti del normale e dotate di nuovi attacchi, e delle Supremacy Species (letteralmente Specie Supreme), esemplari veterani e più potenti.